# Ратников Олександр Анатолійович
Олександр Анатолійович Ра́тников (до 2011 року — Ско́тников; нар. 18 серпня 1979, Москва) — російський актор театру та кіно.

## Біографія
2004 року закінчив Школу-студію МХАТ (курс Є. Каменьковича).
З 2006 року — в трупі Театру Табакова.
Вперше в кіно Олександр з'явився 2004 року. Дебютною картиною стала короткометражка «Звільнення» режисера Олексія Мізгірьова.
З 2006 року актор Московського театру-студії під керівництвом Олега Табакова («Табакерка»).
2011 року змінив ім'я на Олександр Ратников.

## Творчість

### Ролі в театрі

#### У Московському театрі-студії під керівництвом Олега Табакова
- «Псих»
- «Старий квартал»
- «Нащадок»
- «Біг» М. Булгакова (реж. Є. Невєжина)
- «Воскресіння. Супер» Л. Толстого, бр. Преснякових — (реж. Ю. Бутусов)
- «Коли я вмирала»
- «Затоварена бочкотара» В. Аксьонова (реж. Є. Каменькович)
- «Солдатики»
- «Пригода», складена за поемою М. В. Гоголя «Мертві душі» — (пост. М. Карбаускіс)
- «Розповідь про сім повішених» Л. Андреєва (реж. М. Карбаускіс)

### Фільмографія
- 2013 — Тест на любов
- 2013 — Тещині млинці (міні-серіал) — Діма Блінов
- 2013 — Наказано народити — Козлов
- 2013 — Все буде добре — Ігор
- 2013 — Темний світ: Рівновага — Гриша, Служба доставки
- 2013 — Навколо футболу — Тічер
- 2013 — Ікона сезону — В'юга
- 2012 — Шукайте маму
- 2012 — Вікторія — Юрій
- 2012 — Дозвольте тебе поцілувати... знову — Стрельников
- 2011 — Лжесвідок — Сергій
- 2011 — Медова любов
- 2011 — Не плач по мені, Аргентина! — Андрій, головний редактор
- 2011 — Останній кордон. Продовження — Віктор Мураткін
- 2011 — Наказано одружити — Козлов
- 2011 — Секта — Олег
- 2010 — Земля людей — Олексій Комаров
- 2010 — Над містом
- 2010 — Як я зустрів вашу маму — Діма Носов
- 2010 — Каденції — Костя
- 2010 — Доктор Тирса
- 2009 — Я покажу тобі Москву — москвич Андрій Котельников
- 2009 — Останній кордон — Віктор Мураткін
- 2009 — Будинок для двох — Пашка
- 2009 — Доброволець
- 2008 — Батьки та діти — Аркадій Кірсанов
- 2008 — Одного разу в провінції
- 2008 — Якщо нам доля
- 2008 — Блаженна
- 2007 — Дід Мороз мимоволі (2007)
- 2007 — Судова колонка — Ординцев
- 2007 — Служба довіри — Мітя
- 2007 — Сван — Svani
- 2007 — Національне надбання
- 2007 — Кремінь — Автомеханік
- 2007 — Інше
- 2005 — Солдати 5
- 2005 — Псих
- 2004 — Звільнення

### Нагороди та премії
- 2006 — Премія газети «Московський комсомолець» в номінації «Найкращий акторський ансамбль» за виставу «Розповідь про сім повішених» Л. Андреєва

## Особисте життя
Дружина — акторка Ганна Тараторкіна. Син — Микита.